# Університет Карнегі-Меллон
Університет Карнегі-Меллон (англ. Carnegie Mellon University, CMU) — приватний університет і дослідний центр, розташований в місті Піттсбург, штат Пенсільванія, США.

## Історія

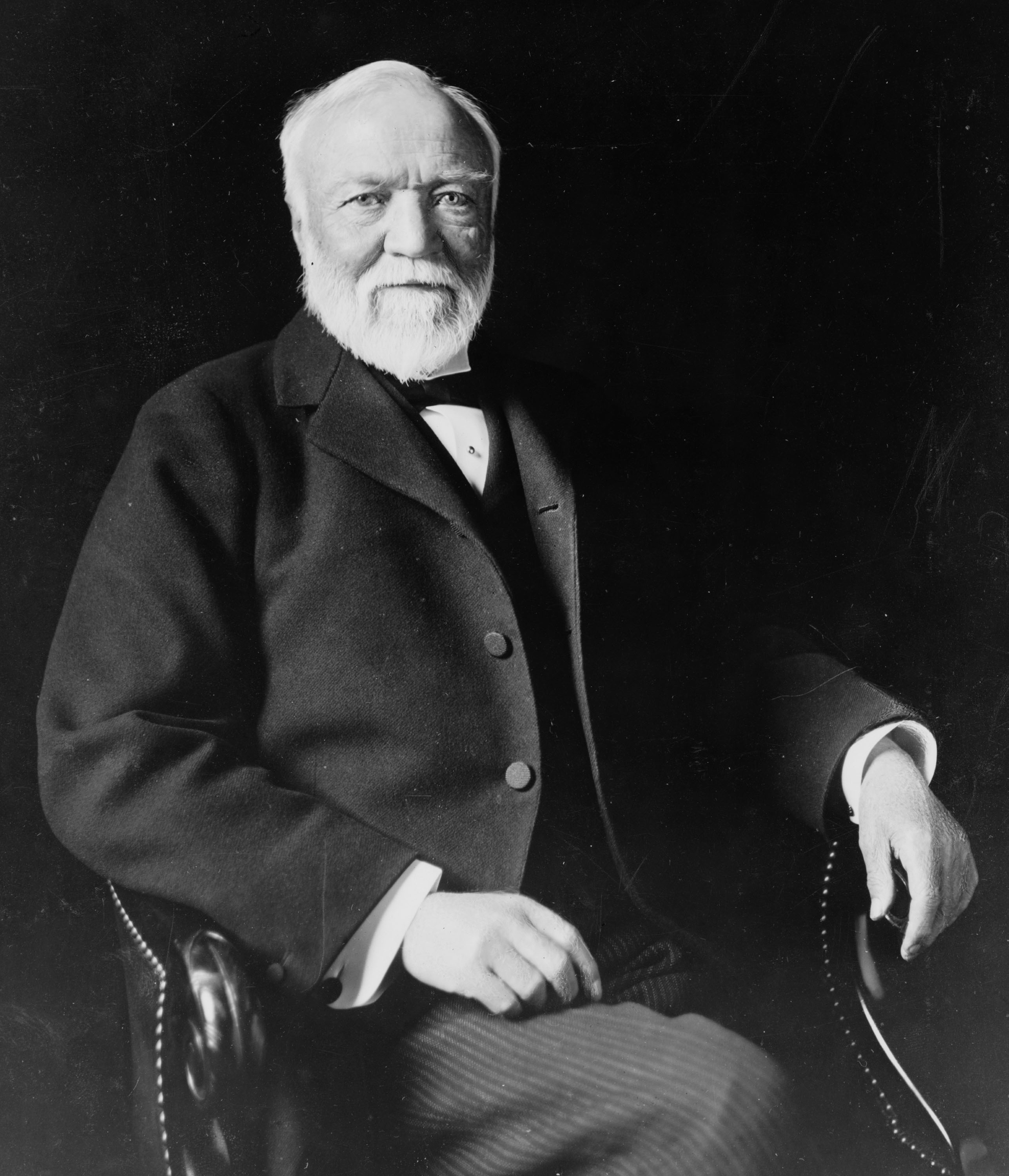
Ендрю Карнеґі

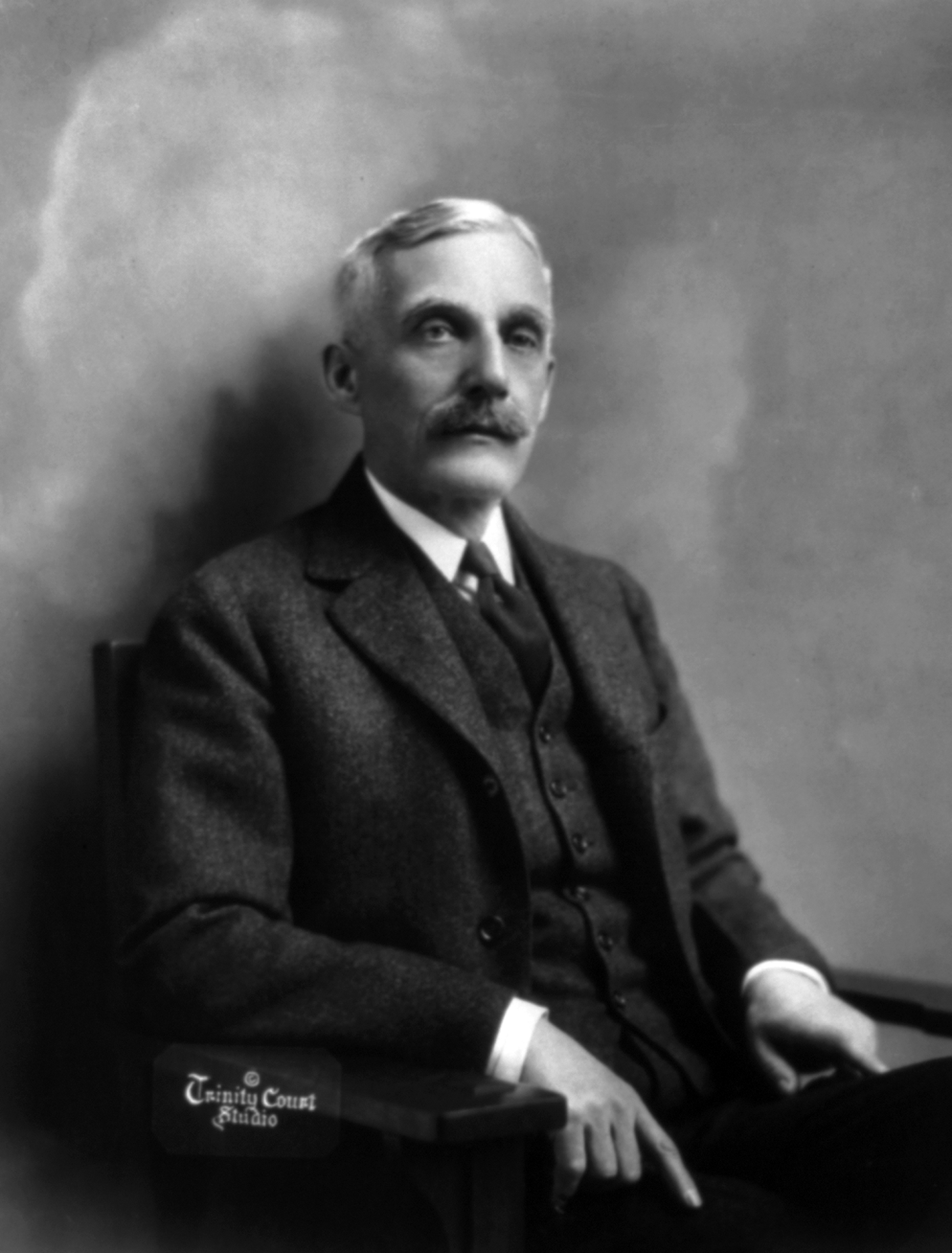
Ендрю Меллон

Заснований Ендрю Карнеґі в 1900 році як Технічні школи Карнеґі. В 1912 році школа стала Технологічним інститутом Карнеґі, в ньому навчались 4 роки і отримували ступінь бакалавра.. В 1967 році після злиття з Інститутом індустріальних досліджень Ендрю Меллона реорганізований в Університет Карнегі-Меллона.

## Будівлі та розташування

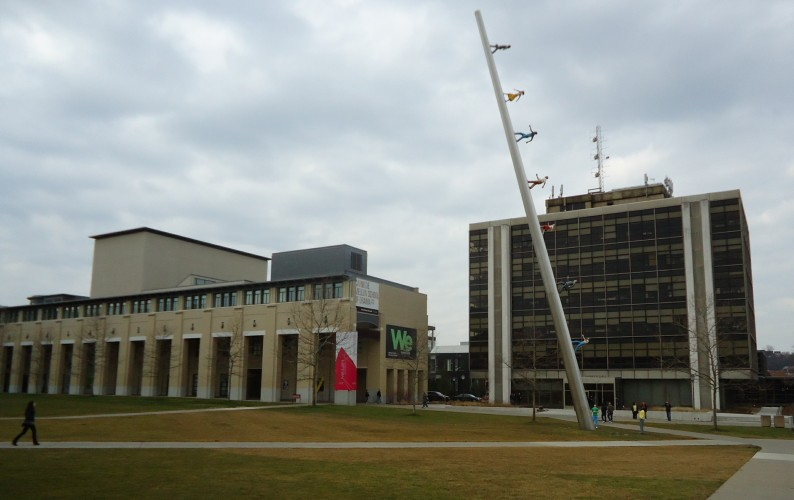
Головний кампус

Головний кампус університету в 140 акрів (57 га) розташований в 3-х милях (п'яти кілометрах) від ділової частини міста Піттсбурга і межує на заході з кампусом Університету Піттсбурга.

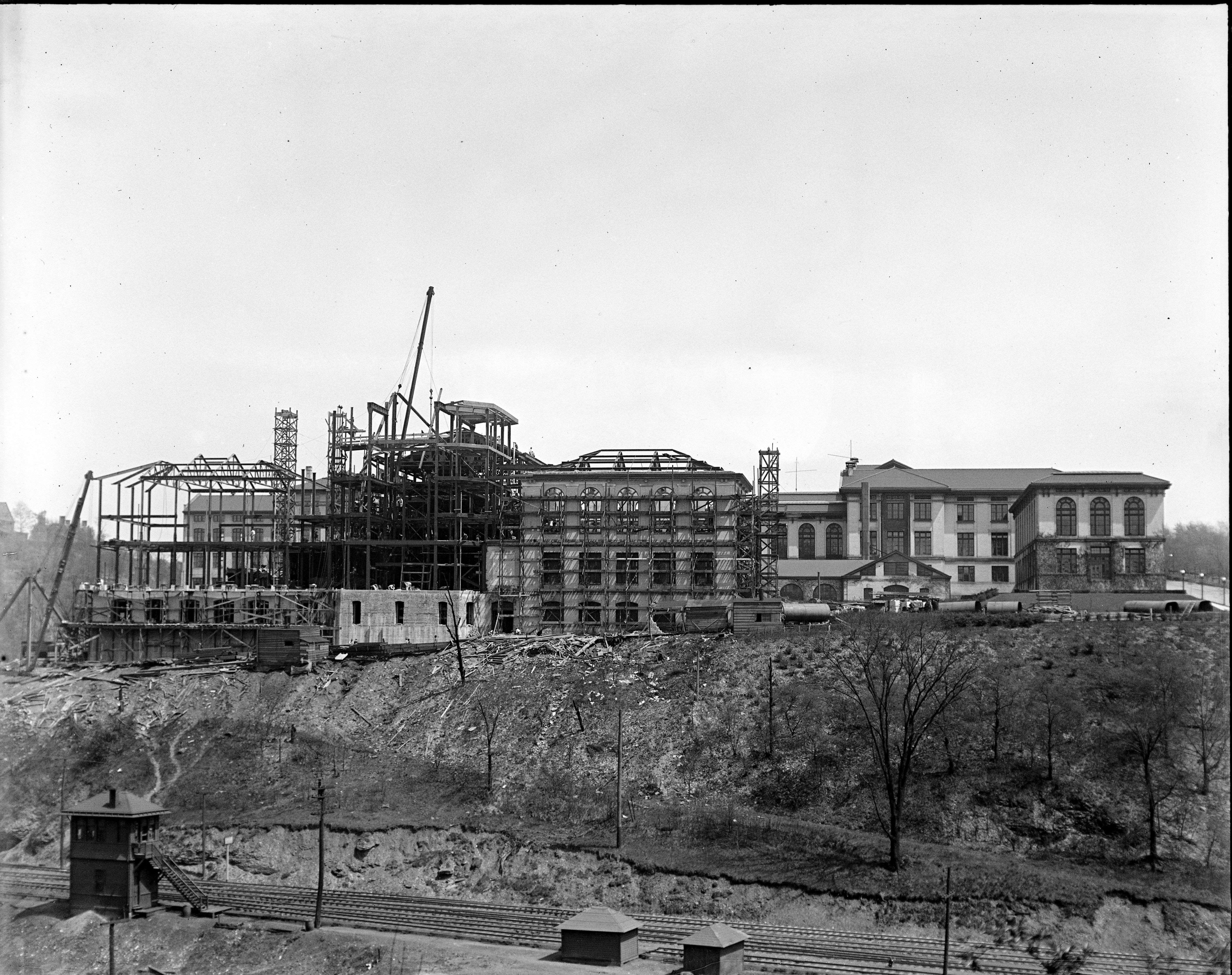
Будівництво інституту Карнеґі, 1912—1913 рр.

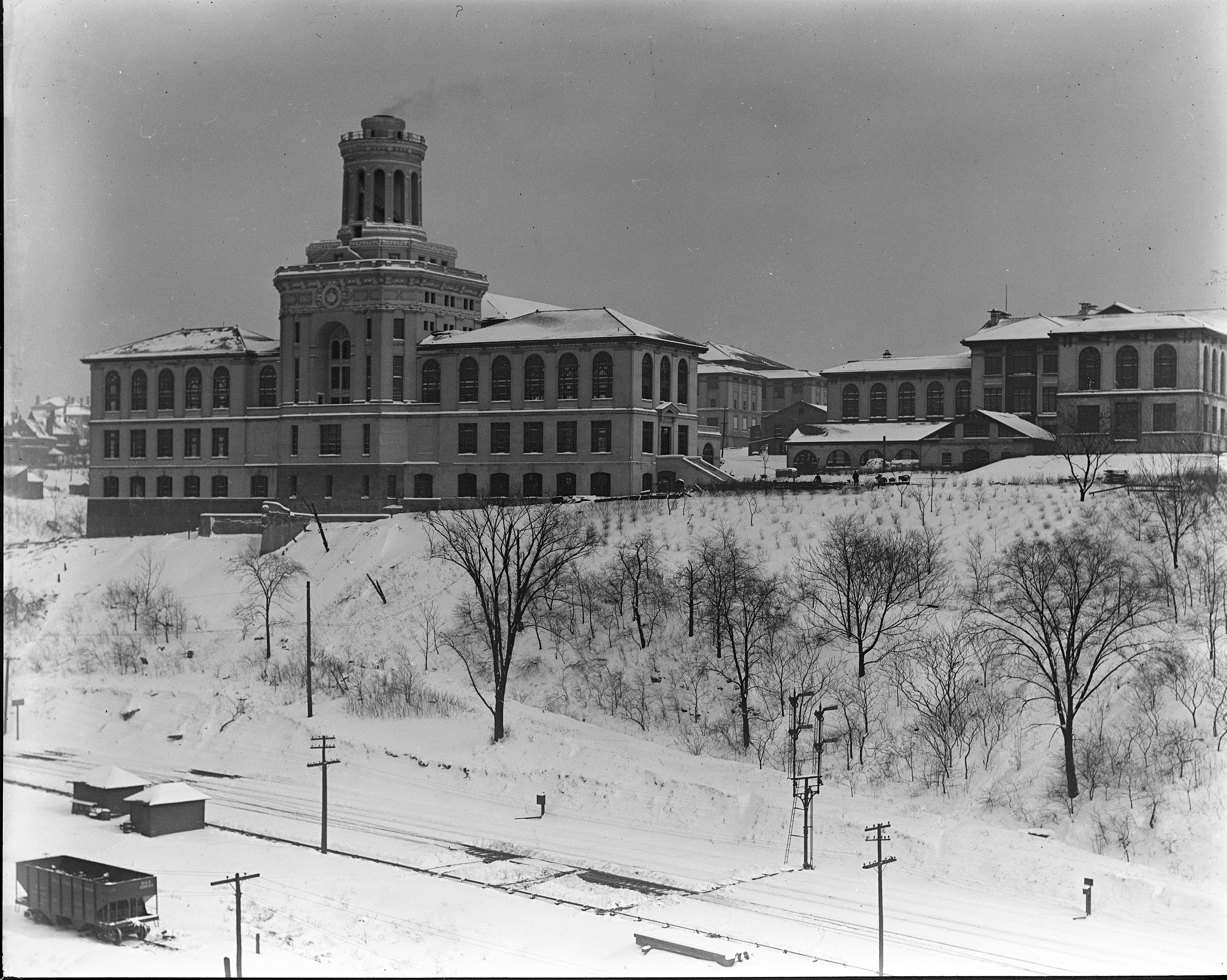
Інститут Карнеґі, 1913 р.

## Репутація
Університет вважається найкращим у підготовці фахівців в галузі комп'ютерних технологій. Займається дослідженнями в галузі науки і техніки, інноваціями в областях робототехніки і штучного інтелекту. Університет також відомий у багатьох інших областях, включаючи менеджмент, економіку і лінгвістику.

## Випускники

### ЛауреатиНобелівської премії
- Джон Неш
- Кліффорд Шалл
- Олівер Вільямсон
- Джон Голл
- Фінн Кідланд
- Дейл Томас Мортенсен
- Едвард Прескотт

### Лауреатипремії Тюрінга
- Аллен Ньюел
- Алан Перліс
- Едвард Фейгенбаум
- Шафі Голдвассер
- Айвен Сазерленд

### Митці
- Енді Воргол, один із засновників поп-арту
- Джеймс Кромвелл, актор.

### Науковці
- Джеймс Гослінг, засновник та провідний дизайнер мови програмування Java.
- Джон Остерхут, творець високорівневої мови програмування Tcl та бібліотеки віджетів Tk.
- Джошуа Блох, розробник технологій програмування.
- Едгар Мітчелл, астронавт. Був шостою людиною, що побувала на Місяці.